# Dan Sterup-Hansen (dokumentarfilm)
Dan Sterup-Hansen er en dansk portrætfilm fra 1957 instrueret af Kristian Begtorp.

## Handling
Maler og grafiker Dan Sterup-Hansen (1918-1995) skildres her som grafiker, hvor han i en periode gjorde studier af miljøet på Københavns Hovedbanegård. Senere følges processerne ved sort- og farveraderingernes tilblivelse. Desuden ses forarbejdet og tilblivelsen af hans store keramikrelief på Folkets Hus på Enghavevej.